# Escola de Lucca

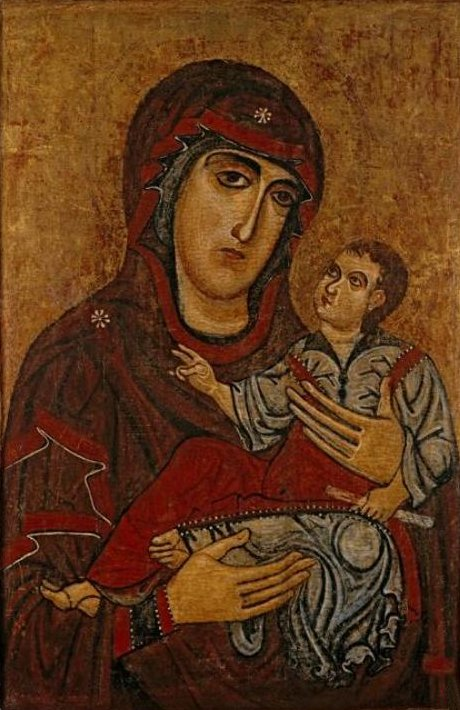
Madonna, tremp i or sobre fusta, d'autor anònim de l'escola de Lucca, circa 1200.

Escola de Lucca, o de Lucca i Pisa, és el nom amb el qual la historiografia designa la producció pictòrica dels mestres –la major part d'ells anònims– de la zona sud i oest de la Toscana que va florir en els segles xi i xii, període corresponent a la pintura romànica a l'Europa occidental, però que a Itàlia es relaciona també estretament amb la pintura romana d'Orient i amb la continuïtat de la pintura de l'antiguitat clàssica i paleocristiana.
A més a més de les ciutats de Lucca i Pisa hi va haver un important centre a Volterra. Encara que mancava de l'elegància i delicadesa de l'escola florentina, les obres de l'escola de Lucca destaquen per la seva monumentalitat.